# Stenodynerus kurzenkoi
Stenodynerus kurzenkoi är en stekelart som beskrevs av Gusenleitner 1981. Stenodynerus kurzenkoi ingår i släktet smalgetingar, och familjen Eumenidae. Inga underarter finns listade i Catalogue of Life.